# Philips Omroep Holland-Indië

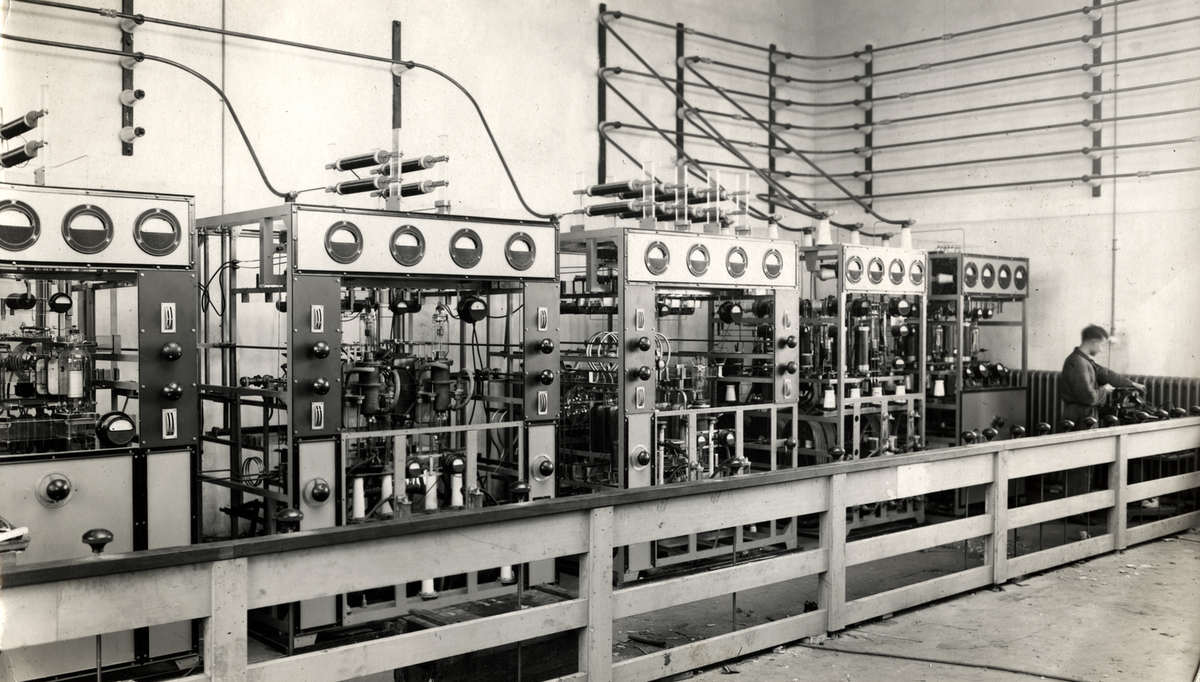
Techniek: zendlampen en modulatorlampen (1928)

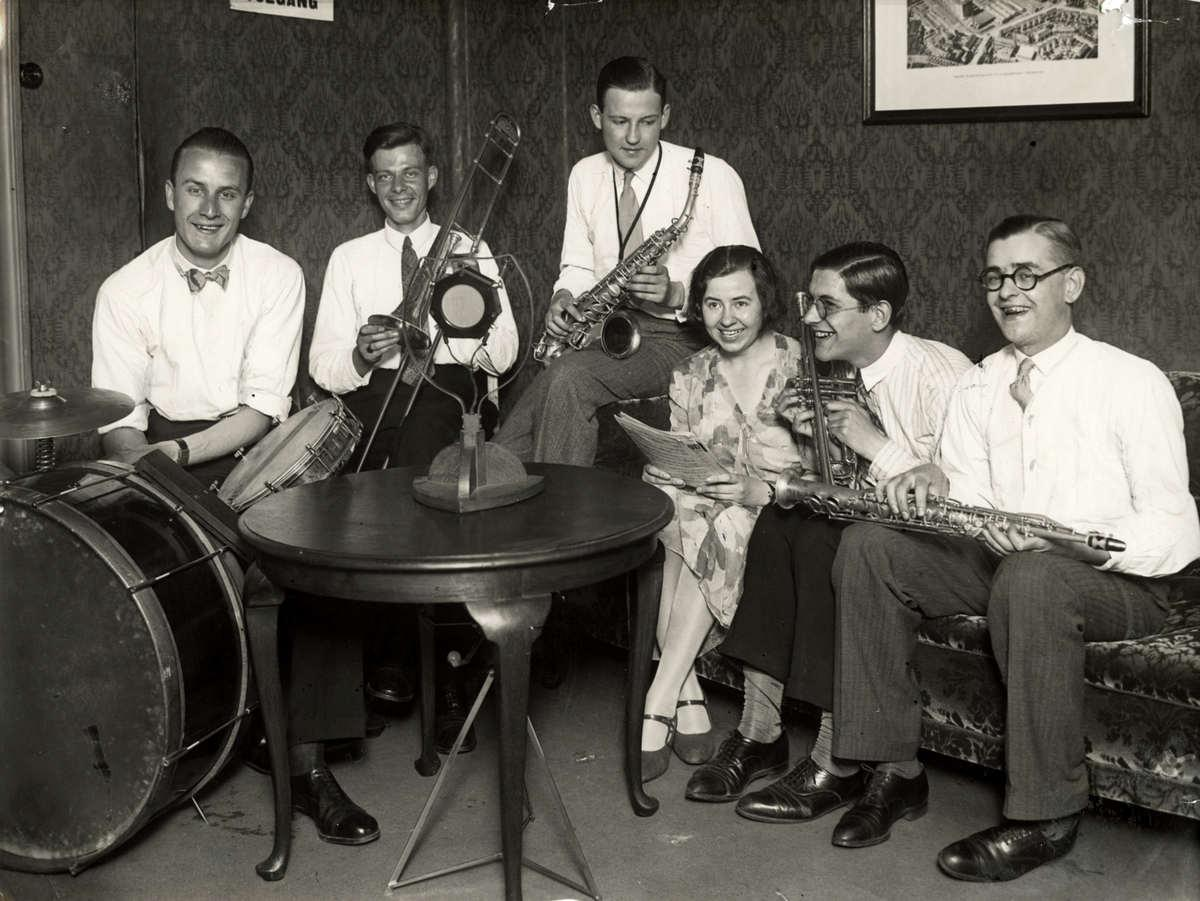
De Philipsband uit Eindhoven bij een optreden voor de PHOHI-zender

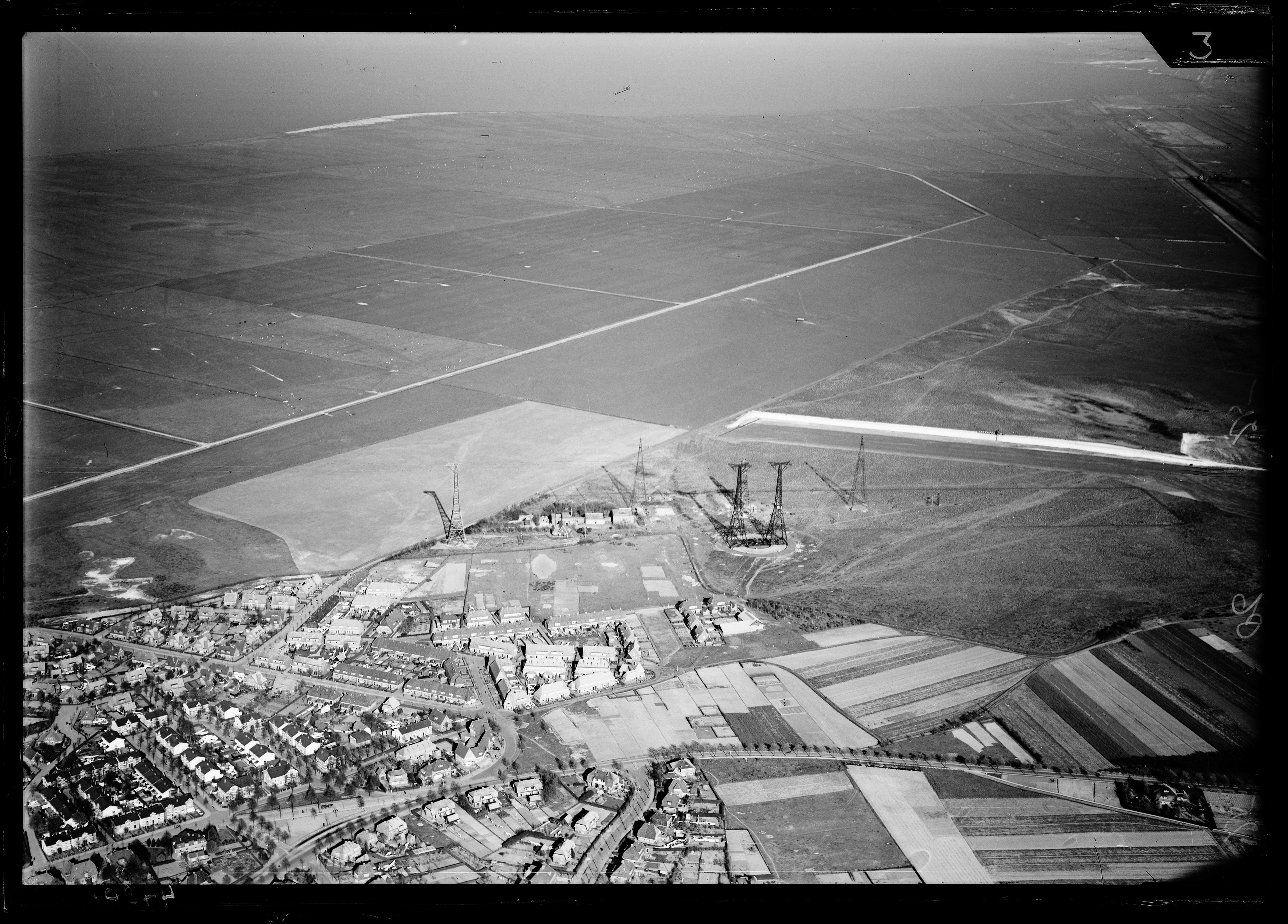
Luchtfoto van de PHOHI-antennes en omgeving (1920-1940).

Philips Omroep Holland-Indië (PHOHI) was een radio-omroep van Philips opgericht in 1927 die zich met uitzendingen vanuit de Nederlandse gemeente Huizen in het Gooi via de korte golf richtte op de Nederlandse koloniën, voornamelijk Nederlands-Indië.

## PCJJ kortegolfzender
Het jonge medium radio was tot ver in de 1920er jaren het domein van zendamateurs. In 1925 werd het bedrijf Philips Radio opgericht dat onderdelen voor de bouw van radio's ging verkopen en na enkele jaren ook kant en klare radiotoestellen. Om de afzetmarkt te vergroten, gingen Philips ingenieurs experimenteren met een eigen zender.
De zender voor de kortegolfuitzendingen werd geconstrueerd in de Philips Laboratoria met als doelstelling dat deze een groot gebied moest kunnen bestrijken, zuiver gemoduleerd moest zijn en een constante golflengte zou hebben. De zender ging 11 maart 1927 vanuit een geïmproviseerde studio in Eindhoven de lucht in met de mededeling:
Hallo, Nederlandsch Indië! Hier PCJJ, de kortegolfzender der Philips Laboratoria, Eindhoven Holland
De zender bleek 10.000 mijl te kunnen overbruggen. Zendingenieur Cornelius de Groot kon in Nederlands Indië in eerste instantie niet geloven dat hij daadwerkelijk Philips hoorde uitzenden. Uit alle delen van de wereld kwamen telegrammen binnen met mededelingen over de ontvangst. De zender was de eerste radiozender die de mogelijkheid had vanuit Nederland de koloniën te bereiken.

## PHOHI
Na dit succes werd er door Philips en zeven Nederlands-Indische handels- en cultuurmaatschappijen de PHOHI opgericht. Er werd een concessie voor uitzending aangevraagd en verkregen. Na proefuitzendingen startte vanaf 22 januari 1929 reguliere uitzendingen. De kortegolfzender werd van Eindhoven naar Huizen verplaatst en kon in versterkte en uitgebreide vorm concurreren met lokale zenders in Batavia en Medan. Medewerkers van het eerste uur waren presentator Edward Startz, Han Hollander, reporter L.G. Wybrands Marcussen en Lou Cohen.
De zender zond uit van 1927 tot 1930 en van 1933 tot de Duitse bezetting van Nederland in 1940. Tussen 1 juli 1930 en december 1932 was de zender uit de lucht vanwege de door de rijksoverheid gewenste verdeling van de uitzendtijd. Vanaf 1933 kregen ook de Nederlandse omroepen toegang tot de zender, waar alleen de KRO daadwerkelijk gebruik van maakte. In 1936 werden enkele zenders ontmanteld en in 1940 werd door de genie de laatste zender opgeblazen.
De zender zond uit op 16.88 meter en daarna ook op 25.57 meter omdat dat in de winter een betere ontvangst gaf. De zender zond gedurende twee uur uit in de middag, waardoor de zender in de avond in Nederlands-Indië en in de ochtend in Suriname en de Cariben te ontvangen was. Door het uitzendtijdstip en de financiering vanuit de handelsondernemingen richtte de zender zich op het oostelijk gelegen Nederlands-Indië.
In 1947 ging de PHOHI over in Radio Nederland Wereldomroep en de laatste zender (die na de oorlog weer was herbouwd) werd ontmanteld in 1957.
Aan de Randweg in Huizen staan ter herinnering aan de zender op schaal 1:5 gebouwde replica's van de twee grote zendmasten.
- 1927: aankondiging PHOHI-zender door Edward Startz in Nederlands, Maleis, Engels, Frans, Duits en Spaans.
- Vraaggesprek uit 1935 met de befaamde thereministe Lucie Bigelow Rosen.
- Op 5 juni 1937 wordt de eerste lijnvlucht vanuit Nederland naar Nederlandsch Indië uitgevoerd met een DC-3. Verslag vanaf Schiphol.
- Sportverslag uit 1937 door Han Hollander bij een voetbalwedstrijd van het Engelse Everton tegen VV Zwaluwen uit Vlaardingen.
- Reportage uit 1938 over het 50-jarig bestaan van de Phonograaf, uitgevonden door Thomas Alva Edison.
- Intro en aankondiging PHOHI/PHOHI Dagblad van woensdag 20 september 1939.
- Fragment uit Gesprek van de dag van 6 juni 1939 over de schaduwzijden van het Hollandse zomerleven.
- Reportage op het circuit van Zandvoort op de vooravond van de Prijs van Zandvoort van 1939 die daar door de KNAC wordt georganiseerd
- Radio-uitzending uit 1939 met reportage over een kerstviering voor armen in Nederland